# Idioma ughele
Ughele es una lengua oceánica hablada por unas 1200 personas en la isla Rendova, Islas Salomón. No hay diferencia interna en el dialecto.